# Torfgewinnung in West-Mecklenburg
Seit Menschengedenken gab es Torfgewinnung in West-Mecklenburg zu Heizzwecken. Besonders nach dem Zweiten Weltkrieg war die Brenntorfgewinnung eine Alternative zur Versorgung der Bevölkerung mit Brennmaterial. Diese begann hier im Sommer 1945, befehligt durch die Sowjetische Militäradministration in Deutschland (SMAD).
Nach Linderung der größten Not besann man sich auf eine effektivere Nutzung der Torfinhaltsstoffe. Im Weiteren  werden diese Torflagerstätten, die zuständigen fachlichen Institutionen sowie die seinerzeitigen gesellschaftlichen Randbedingungen bis zur politischen Wende im Jahre 1989–90 dokumentiert.

## Die Hochmoortorf-Lagerstätten
Die bergbauökonomisch relevantesten Hochmoortorf-Lagerstätten dieser Gewinnungsepoche in West-Mecklenburg waren (sind) die Hochmoore Grambow I, auch Stralendorfer Moor genannt, Drispeth, Breesen I und Woitendorf, auch als Breesen II bezeichnet.

### Die lagerstättengeologischen Verhältnisse
Das Grambower sowie das Lützowhorster Moor (letzteres nur teilweise) werden dem hydrologischen Moortyp „Hochmoor über Verlandungsmoor“ zugerechnet. Das sind aus der Verlandung spätglazialer und frühholozäner Seen hervorgegangene Regenmoore. Die Hochmoortorfe lagern hier meist über Verlandungs- bzw. Bruchwaldtorfen. Teilweise ist das Grambower Moor ebenso das Lützowhorster Hochmoor auch aus der Versumpfung infolge holozäner Grundwasserspiegelschwankungen entstanden, da sich hier Beisen-, Schilf- und Seggentorfe in den Liegendbereichen wiederfinden. Man untergliedert diesen Moortyp noch in Regenmoore, die sich über Verlandungsmooren entwickelten – versorgt durch Grund- und Oberflächenwasser oder Interflow – sowie in Regenmoore, die sich über Verlandungsmooren entwickelten, welche ausschließlich durch Oberflächenwasser und Interflow gespeist wurden.

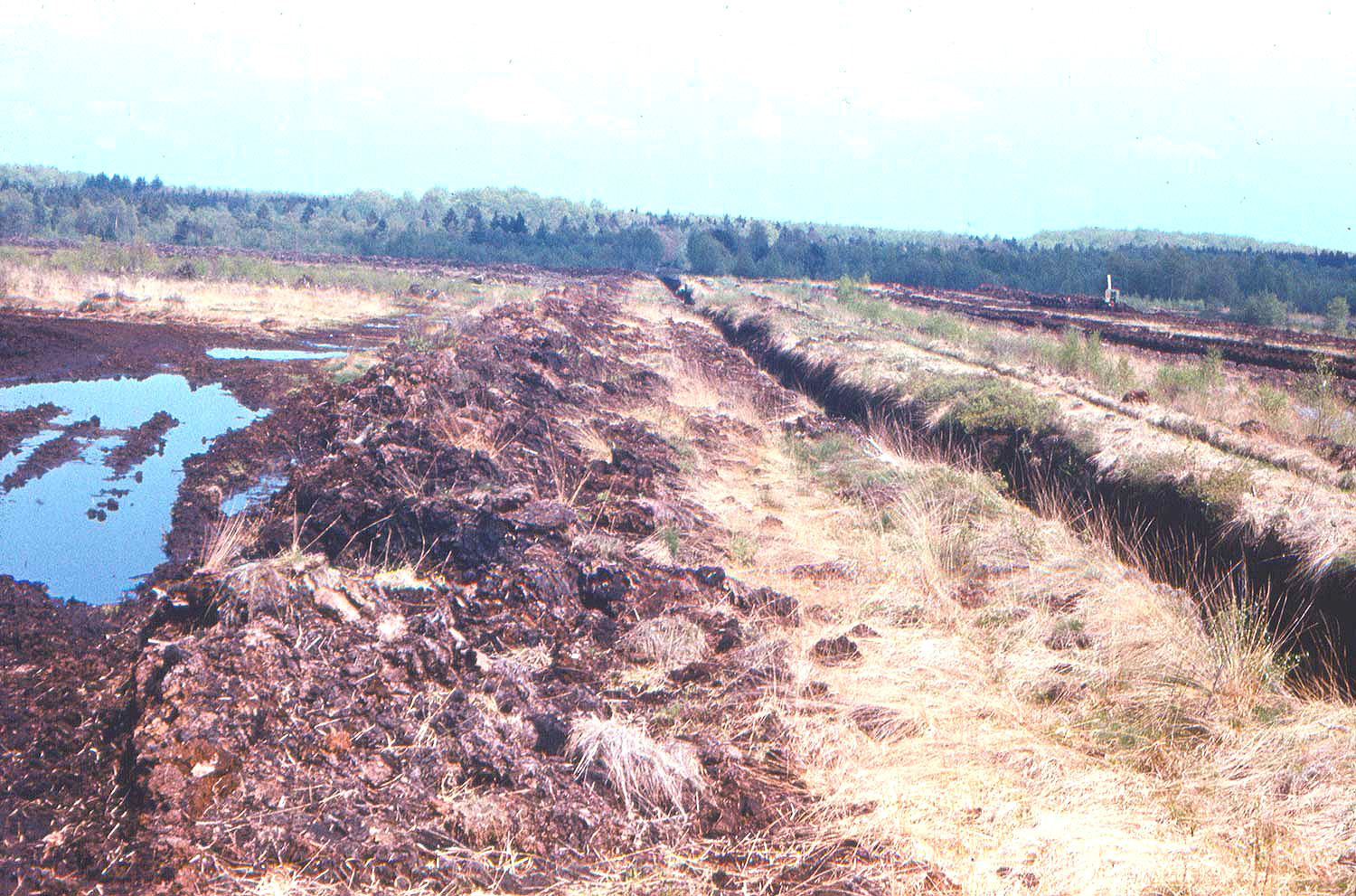
Abgeräumte Fläche, bereit zur Entwässerung

Auch die Breesener, Woitendorfer und Dripether Moore sind der hydrologischen Genese nach Regenmoore über Verlandungsmooren. Die Wasserversorgung der Seen, aus deren Verlandungsstadien sich diese Hochmoore entwickelten, erfolgte ausschließlich aus Zuflüssen der Umgebung. Diese Typologisierung der Hochmoore ist letztlich Grundlage für die Planung und Realisierung der Renaturierungsmaßnahmen im Rahmen des Regenmoor-Schutzprogramms des Landes Mecklenburg-Vorpommern.
Geochronologisch begannen nach letzten C-14-Datierungen die Sedimentationen der mineralischen Ablagerungen (Tone, Schluffe, Kalke und Muddenausbildung) im Spätglazial (vor etwa 11.000 Jahren) und endeten im Präboreal (vor etwa 10.000 Jahren). Danach begann die Ablagerung organischer Sedimente. Sie endet meist im Boreal (vor etwa 9000 Jahren), in einigen Mooren sogar erst im Subatlantikum (vor etwa 2500 Jahren), wenn man die noch heute stattfindende Sedimentation in den vorhandenen Moorseen vernachlässigt.
Folgend sollen die einzelnen, seinerzeit unter Bergbauschutz stehenden Hochmoore West-Mecklenburgs und ihre qualitativen und quantitativen Parameter betrachtet werden.

#### Die Hochmoore Grambow I und II
Das Hochmoor Grambow I liegt im Landkreis Ludwigslust-Parchim zwischen den Ortschaften Grambow, Wodenhof, Stralendorf und Groß Rogahn. Seine Größe beträgt 370 Hektar, wovon 200 Hektar geologisch untersucht wurden. Die Hochmoortorflagerstätte Grambow II schließt sich unmittelbar nördlich der Lagerstätte I an und umfasst eine Fläche von etwa 100 Hektar.
Das Schichtenprofil des Hochmoores Grambow I zeigt diese Tabelle:
| Geologische Schicht | Zersetzungsgrad (n.v.POST) | Substrat       | mittlere Mächtigkeit |
| Jüngerer Moostorf   | (stark vererdet)           | Bunkerde       | 3 dm                 |
| Jüngerer Moostorf   | 2 - 5                      | Weißtorf       | ca. 11 dm            |
| Älterer Moostorf    | 2 - 5                      | Schwarztorf    | ca. 8 dm             |
| Übergangstorf       | 4 - 8                      | Niedermoortorf |                      |
| Seggentorf          | 4 - 8                      | Niedermoortorf |                      |
| Schilftorf          | 2 - 8                      | Niedermoortorf |                      |
| Beisentorf          | 2 - 3                      | Niedermoortorf | Σ ca. 20 dm          |
Darunter liegen Torf-, Leber-, Kalk- und Tonmudden mit durchschnittlich 15 dm Mächtigkeit über Ton, Schluff, Sand, Lehm und Geschiebemergel.
Die Torflagerstätte Grambow I war 1986/87 Gegenstand umfangreicher geologischer Untersuchungsarbeiten. Im Ergebnis dessen wurden Bilanzvorräte der Vorratsklasse C2 (gem. Vorratsklassifikationsanordnung vom 28. August 1979, Sdr. Nr. 1019 des Gesetzblattes) durch die Staatliche Vorratskommission der DDR bestätigt. Das bedeutete zwar die niedrigste Vorratsklasse an bilanzierten Lagerstättenvorräten, weil nur im groben Raster untersucht, jedoch war die Möglichkeit des wirtschaftlichen Abbaus und der Verarbeitung nachgewiesen.

#### Das Hochmoor Drispeth
Diese Torflagerstätte liegt im Landkreis Nordwestmecklenburg zwischen den Ortschaften Drispeth und Zickhusen und umfasst eine Fläche von 90 Hektar.
Das Schichtenprofil des Hochmoores Drispeth zeigt diese Tabelle:
| Geologische Schicht | Zersetzungsgrad (n.v.POST) | Substrat                 | mittlere Mächtigkeit |
| Heide-Wald-Torf     | -                          | Bunkerde                 | 2 dm                 |
| Jüngerer Moostorf   | 2 - 5                      | Weißtorf                 | 17 dm                |
| Älterer Moostorf    | 5 - 8                      | Schwarztorf              | 10 dm                |
| Schilf-Seggentorf   | 5 - 8                      | Übergangs-Niedermoortorf | 11 dm                |
Dieser Abfolge ist eine im Mittel 3 dm mächtige Lebermudde unterlagert, der sich grauer Geschiebemergel anschließt. Die Tiefenlage des Liegenden variiert sehr stark, was die Frästorfgewinnung erheblich erschwerte. Der geologische Erkundungsstand war betriebswirtschaftlich ausreichend.

#### Das Hochmoor Woitendorf (Breesen II)

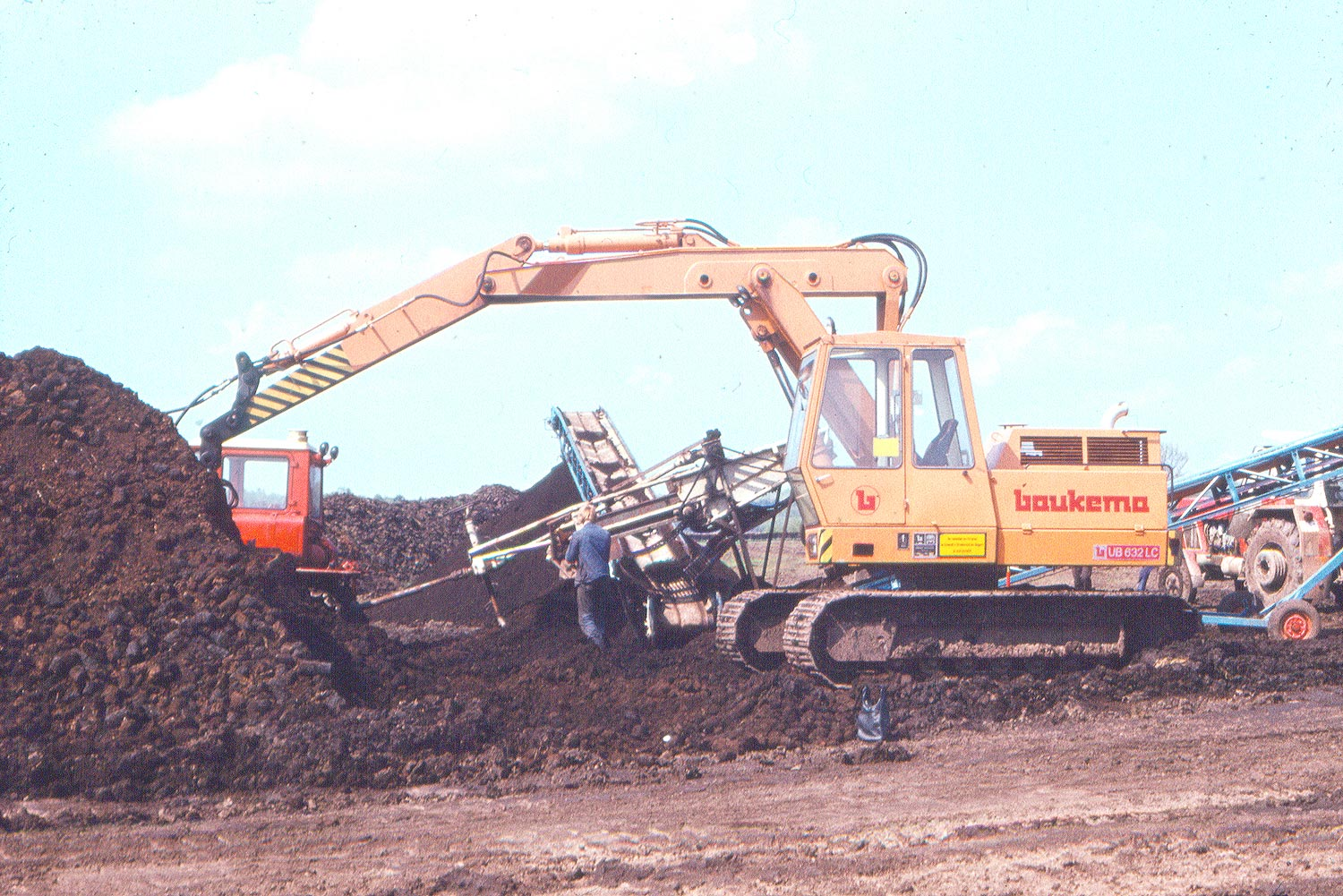
Schwarztorfverladung im Betriebsteil Breesen

Diese Lagerstätte (Abb. 5) liegt etwa 10 Kilometer westlich von Gadebusch im Landkreis Nordwestmecklenburg, in unmittelbarer Nähe des Ortes Breesen. Das Moor umfasst eine Fläche von etwa 75 Hektar.
Die Schichtenfolge des Hochmoores Woitendorf zeigt nachstehende Tabelle:
| Geologische Schicht | Zersetzungsgrad (n.v.POST) | Substrat      | mittlere Mächtigkeit |
| Wald-Wiesen-Torf    | -                          | Bunkerde      | 2 dm                 |
| Jüngerer Moostorf   | 2 - 5                      | Weißtorf      | 9 dm                 |
| Älterer Moostorf    | 6 - 8                      | Schwarztorf   | 17 dm                |
| Schilf-Seggentorf   | 5 - 6                      | Übergangstorf | 3                    |
Darunter liegen durchschnittlich 10 dm (bis max. 18 dm mächtige) Mudde (Gyttja) über 1-8 dm Sand.

#### Das Hochmoor Breesen I
Dieses Moor schließt sich unmittelbar östlich an das Woitendorfer Moor an und besitzt eine ähnliche Substratfolge. Auf etwa 70 Hektar ist es in der Vergangenheit bei umfangreicher Schwarztorfgewinnung durch Pütten (wassergefüllte Gräben) sehr stark zergliedert worden. Betriebswirtschaftlich war es daher von untergeordneter Bedeutung.

### Die hydrogeologischen Lagerstättenbedingungen
Für alle in bergbaulicher Nutzung stehenden Hochmoore ist ein flurnaher Grundwasserspiegel charakteristisch, dessen Höhe von den jahreszeitlich schwankenden Niederschlägen abhängt. Während die Torf- und Lebermudden als schwer bis nicht entwässerbar gelten, liegt die Wasserdurchlässigkeit (kf-Wert) der anstehenden Torfe zwischen 1 × 104  bis 1 × 108 cm/s in direkter Abhängigkeit von der Humositätszahl.

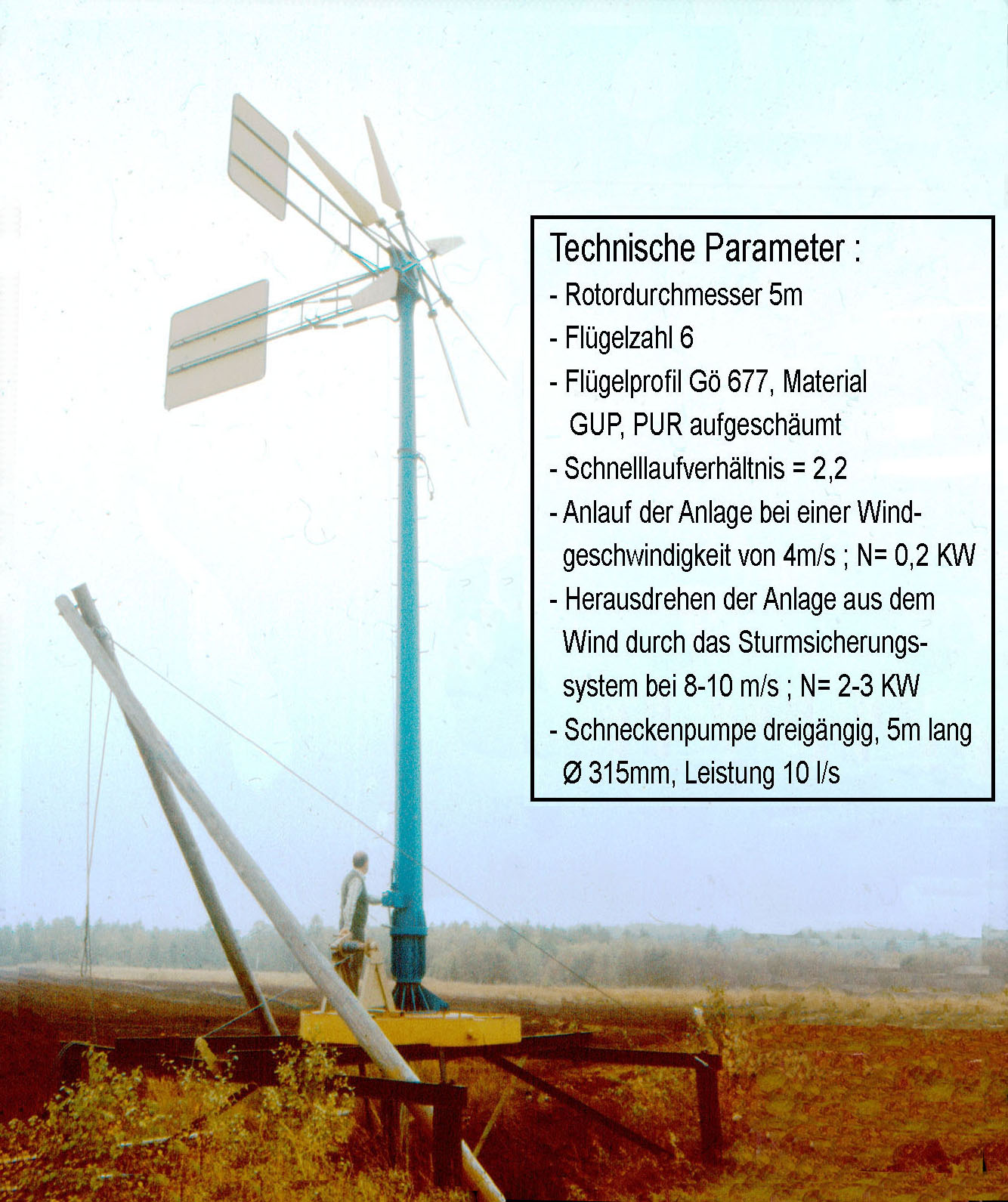
Windkraftgetriebenes Schöpfwerk im Betriebsteil Breesen

Das Hochmoor Grambow I hat seine natürliche Entwässerung über den Otterngraben zur Sude. In den Otterngraben förderte auch eine vorhandene elektrische Pumpe, welche durch den geringen Niveauunterschied zwischen Abbauplanum und Vorfluter erforderlich war. Diese hydrogeologischen Bedingungen erschwerten die bergbauliche Gewinnung von Weißtorf und machten ein engmaschiges Netz von Entwässerungsgräben notwendig.
Die Gewinnung balneologischer bzw. veterinärmedizinischer Torfe hingegen erforderte sogar stationäre Grundwasserspiegel.
Der natürliche Wasserabfluss des Drispether Moors erfolgt über den Augraben in den Großen Dambecker See. Auch hier mussten Pumpen zur Verbesserung des Torfabbaus eingesetzt werden. Probleme in der Moorentwässerung traten in Perioden gehäufter Niederschläge auf, da die Brückendurchlässe des Aubachs einen Rückstau des natürlichen Wasserabflusses zur Folge hatten.
Um die Moore Breesen I und Woitendorf existierten mehr oder weniger intakte Grabensysteme, welche über in südlicher Richtung abfließende Vorfluter entwässerten. Das Woitendorfer Moor entwässert über den Thurower Bach zum Goldensee mit Abfluss in Richtung Schaalsee.
Das Breesener Moor ist über den Aubach bzw. Roggendorf-Kneezer-Beek ebenfalls an das Einzugsgebiet des Schaalsees angeschlossen. Zur Verbesserung der Entwässerung wurden 1982/83 im Feld Woitendorf (Breesen II) weitere Hauptentwässerungsgräben angelegt.
Als Ersatz für stationäre Pumpenanlagen mit kilometerlangen Elektrokabeln oder mit Dieselmotoren entwickelte und baute ein Neuererkollektiv ein windkraftgetriebenes Schöpfwerk. Dies war im Jahre 1984 ein absolutes Novum in der DDR: Nirgends war eine vergleichbare, geschweige denn fertige und erprobte Anlage zu erwerben. Selbst die dreigängige fünf Meter lange Schneckenpumpe war eine Eigenentwicklung.
Auf die hydrogeologischen Verhältnisse der seinerzeitigen Reservelagerstätten Grambow II und Lützowhorst soll hier nicht weiter eingegangen werden, da dort bis dato kein Torf abgebaut wird. Es sei aber darauf hingewiesen, dass das letztere Hochmoor über relativ günstige natürliche Voraussetzungen verfügt.

## Torfgewinnung nach dem Zweiten Weltkrieg

### Die diesbezüglichen Befehle der Besatzungsmacht
Nach der Besetzung Mecklenburg-Vorpommerns durch die Rote Armee setzte die Sowjetische Militäradministration in Deutschland (SMAD) am 9. Juli 1945 eine Landesverwaltung ein. Diese unterstand der Aufsicht und Kontrolle der SMAD und hatte ihre Befehle umzusetzen.
Mit Befehl Nr. 103 vom 10. Oktober 1945 hatte der Oberbefehlshaber der Sowjetischen Besatzungstruppen in Deutschland, Marschall Shukow, die Landespräsidenten und örtlichen Selbstverwaltungen bereits beauftragt, „... mit allen Mitteln die Ausbeutung jeglicher Art örtlichen Heizmaterials zu fördern.“ Dieser Befehl wurde vom Verwaltungschef der SMAD in Mecklenburg-Vorpommern, Generalmajor der Garde Skossyroff, mit seinem Befehl Nr. 13 vom 26. Januar 1946 detailliert untersetzt:

„§1. Zwecks Nutzung der im Lande befindlichen Torfvorkommen ist ein Gesamtplan zur Gewinnung von 160 000 to luftgetrockneten Torfs für die Sommersaison 1946 aufzustellen...“

Insgesamt 19 Kreise und Städte wurden beauflagt. Für die Durchführung und Planung wurden die Landräte bzw. Oberbürgermeister verantwortlich gemacht. Die Beauflagung beispielsweise der Stadt Schwerin betrug allein 35.000 Tonnen. Dieser Befehl gab auch u. a. vor:

„b) dass die Firma ‚Sander’, Schwerin, zum 1. April 7 Maschinen des Baggertyps mit je 12.000 to Erzeugungsfähigkeit lufttrockenen Torfs pro Saison, herstellt;“

„c) dass die Maschinenfabrik ‚Meinke’, Rostock, zum Saisonbeginn (1.4.1946) 48 Handstrichmaschinen und zum 20. Mai weitere 50 solcher Maschinen anfertigt, welche jeweils sofort nach ihrer Herstellung in Gebrauch zu nehmen sind;“

„d) dass die Baufirma ‚Meske’, Rostock, in Gemeinschaft mit der Maschinenfabrik ‚Eikelbart’ zum Beginn der Saison 6 kleine Elevator-Maschinen mit einer Kapazität von 2.000 to Torf pro Saison nach den Plänen der Firma ‚Meske’ herstellt.“

Weiterhin lautete dieser Befehl, dass die Schweriner Firma „Sander“ bis 20. Februar 1946 die Planung und bis 1. August 1946 die Fertigung einer Anlage „... für künstliche Torfentfeuchtung und Gewinnung von 10.000 to Torfkoks“ anzufertigen hatte. Und „... zur Beschleunigung des Aufbaus dieser Anlage hat die Boizenburger Schiffsbauwerft in Gemeinschaftsarbeit zum 1. Juli 1946 für die Firma ‚Sander’ nach deren Zeichnungen 1 Trockenaggregat anzufertigen.“
Weitere, die Torfgewinnung betreffende Befehle der SMAD waren:
- Befehl Nr. 128 vom 20. Juli 1946 (betr. die Erfüllung des Torfgewinnungsplans 1946, die Verteilung des gewonnenen Torfes u. a. auch für Krankenhäuser und Schulen zur Substituierung von Steinkohle und Briketts)
- Befehl Nr. 38 vom 18. März 1947 (betr. Aufstellung eines Planes zur „Ausbeute von 300.000 to luftrockenen Torfes für das 1947-Jahr“, zur Herstellung diverser Torfmaschinen und „ ... die Torfunternehmen zum 1. April a. c. mit Arbeitskräften zu versorgen: Männer 7.500, Frauen 9.000“)
- Befehl Nr. 111 vom 1. August 1947 (betr. „Über den Verlauf der geplanten Ausführung der Torfausbeute während der Saison 1947“) und
- Befehl Nr. 173 vom 24. Oktober 1947 (betr. Verpflichtung der Firma „Sander“ zur Fertigstellung / Komplettierung einer Torfpresse zum 15. November 1947. Ansonsten „ ...für unpünktliche und nicht rechtzeitige Erfüllung der Forderungen dieses Befehls, gegen ihn die strengsten Exekutivmaßregeln ergriffen werden“)

### Die Arbeit der Planungsgesellschaft für Torfgewinnung mbH Schwerin
Die Gründung der „Planungsgesellschaft für Torfgewinnung mbH“ Schwerin (im Folgenden kurz Planungsgesellschaft genannt) erfolgte am 28. Dezember 1945. Gegenstand des Unternehmens war nach § 2: „a) Erfassung von Torfvorkommen, b) die Planung des Torfabbaus, c) die Förderung der Torfgeräteherstellung, d) die Vermittlung der Torfabbaumöglichkeiten, d) die Überwachung der Torfproduktion.“
Am gleichen Tag wurde zwischen der Landesverwaltung Mecklenburg-Vorpommerns und der Planungsgesellschaft ein Vertrag mit folgendem Inhalt abgeschlossen:

„§1) Die Planungsgesellschaft für Torfgewinnung übt ihre Tätigkeit in Mecklenburg-Vorpommern aus und verpflichtet sich: a) die Torfvorkommen zu erfassen, b) den Torfabbau zu planen und durchzuführen, c) die Torfgeräteherstellung zu fördern, d) die Torfabbaumöglichkeiten zu vermitteln, e) eine Produktionskontrolle auszuüben. Die Landesverwaltung genehmigt der Planungsgesellschaft Vertragsabschlüsse mit allen torfabbauenden Unternehmen und Einrichtungen, wonach der Planungsgesellschaft Einfluß auf die Preisgestaltung und die Erhebung eines Unkostenbeitrages von RM 0,05 pro Zentner zur Deckung der Organisations-, Planungs- und Forschungskosten zugestanden wird. Der Vertrag tritt am 1.1.1946 in Kraft.“

Die Gesellschaft beschäftigte bis zu ihrer Liquidation i. J. 1950 in ihrer Hauptgeschäftsstelle in Schwerin neben dem Geschäftsführer drei, 1948 und 1949 vier Mitarbeiter.
In ihrem Technischen Büro Rostock gab es einen, 1948 und 1949 zwei Ingenieure und eine Sekretärin.
Diese Außenstelle war auch die Verbindungsbasis für das Moorwissenschaftliche Institut der Universität Rostock, welches u. a. auch für die Suche und Erkundung von Torflagerstätten beauftragt wurde.

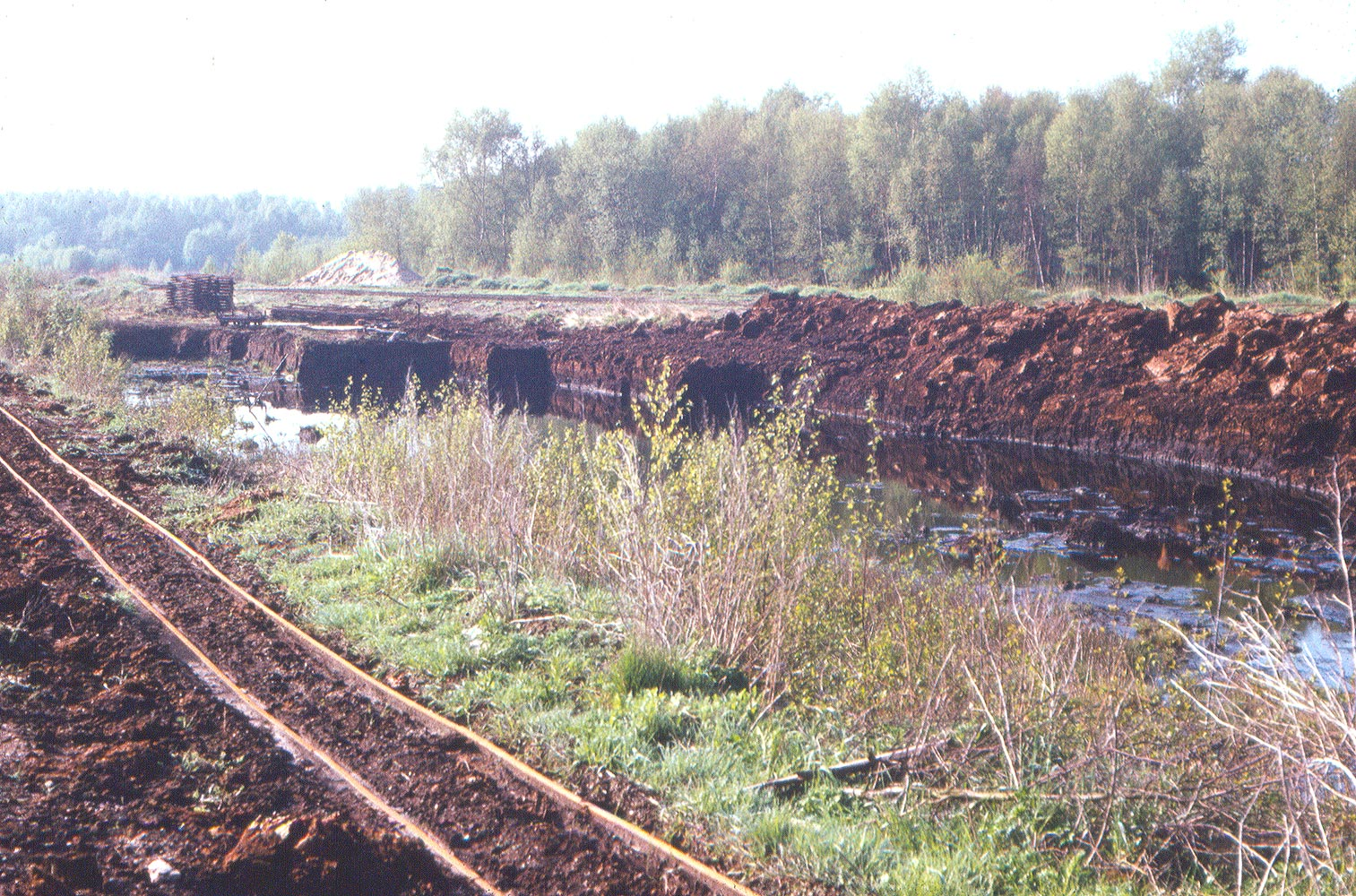
Ansicht der Sodenstich-Abbaukante im Betriebsteil Drispeth

Die Tätigkeit der Planungsgesellschaft sowie die Torfgewinnung wurden mit dem mecklenburgischen Torfgesetz vom 29. Oktober 1947 sowie dessen Durchführungsbestimmung vom 10. März 1948 auf eine exakte Rechtsgrundlage gestellt.
Interessant ist, dass in der ministeriellen Abstimmung des Entwurfs des Torfgesetzes sich die Frage einer Unvereinbarkeit mit dem seit 21. April 1920 im Lande geltenden Moorschutzgesetzes stellte. Sicherlich der damaligen wirtschaftlichen Not geschuldet, wurden diese berechtigten Bedenken mit § 15 des Torfgesetzes ausgeräumt: „Alle früheren moorschutzgesetzlichen Bestimmungen treten mit dem Inkrafttreten dieses Gesetzes außer Kraft.“
Ohne Begründung, vermutlich aber aus der finanziellen Schieflage der Planungsgesellschaft und der großen Anzahl Not leidender Torfbetriebe infolge der neuen Bestimmungen zur Kreditgewährung heraus, wurde die Gesellschaft am 29. September 1950 in Liquidation gebracht. Auch die sich bis 1950 entwickelnden verschiedenen Zuständigkeiten für die Torfproduzenten machten die weitere Existenz der Planungsgesellschaft wohl entbehrlich.
So unterstanden im Jahr 1950 die volkseigenen Betriebe der Vereinigung Volkseigener Betriebe (VVB) Chemie, die kommunalen Betriebe dem Referat Torf des Wirtschaftsministeriums und die privaten Torfbetriebe dem Staatlichen Vertragskontor in Zusammenarbeit mit der Torfplanung. Diese Dreiteilung der Torfindustrie erschwerte natürlich die der Planungsgesellschaft laut Torfgesetz (§ 1 Abs. 2) obliegende Überwachung und Kontrolle der torfproduzierenden Betriebe.

### Die Schaffung der technischen Voraussetzungen zur Torfgewinnung
Bis Mitte 1948 bestand eine große Nachfrage nach Torfmaschinen, wie Handstechmaschinen, Torfmischpressen, Baggern, Elevatoren etc. Durch den Rückgang von Kriegsreparationsleistungen konnten die Torfmaschinen herstellenden Betriebe die in Auftrag gegebenen Maschinen in kürzester Zeit liefern. Doch infolge der in der Ostzone am 23. Juni 1948 stattgefundenen Währungsreform und der Beschränkungen bei der Gewährung von Krediten gaben viele Privatbetriebe aus finanziellen Gründen auf bzw. wurden Not leidend.
Die Verordnung über die Neuordnung der Währung sah vor: „Die staatlichen und kommunalen Haushalte, die volkseigenen Betriebe, die demokratischen Parteien und die freien Gewerkschaften sollen beim Umtausch bevorzugt behandelt werden.“ Während die kommunalen und volkseigenen Betriebe ebenso wie die verstaatlichten Banken ihre Geldbeträge 1:1 umgetauscht bekamen, erhielten private Unternehmen den gleichen Satz nur bis zur Höhe eines wöchentlichen Umsatzes und der Lohnrückstände. Ansonsten galt der Umtauschsatz 10:1. So verblieben der Planungsgesellschaft letztlich nicht abgenommene Maschinen im Wert von 216.000 DM.
Insgesamt hatte der Maschinenpark aller Torfbetriebe in Mecklenburg 1950 folgenden Bestand:
- ca. 760 Stechmaschinen, zumeist als 4- bis 5-Meter-Maschinen,
- 210 Mischpressen, die teils elektrisch, teils mit Dieselmotoren oder mit Dampflokomobilen angetrieben wurden,
- 10 Bagger, davon drei neuester Bauart mit einer Leistung von etwa 380 m³ Nasstorf pro Schicht,
- 13 Elevatoranlagen,
- 2 Kraftstecher, elektrisch angetrieben,
- 4 Großanlagen, d. h. Elevatoren mit Pressen und Seilförderanlagen.

### Die Anfänge einer Veredelung des Rohstoffes Torf; das Moorwissenschaftliche Institut Rostock
Im Archivgut des Landeshauptarchivs Schwerin ist als erster diesbezüglicher Hinweis der Schriftverkehr des Dr. Gerhard Luckow aus Schwerin mit dem Präsidenten des Landes Mecklenburg-Vorpommern, Abt. Wirtschaft, vom 11. August 1945 zu finden. Luckow regte darin an, in Schwerin die „Gesellschaft für Holz- und Torfverwertung“ zu gründen mit dem Gesellschaftszweck, „… eine  Kohlenanzünder-Fabrik in Verbindung mit einer chemischen Fabrik auf dem Gebiete der Destillation und Verarbeitung von Holz und Torf zu errichten …“ Und weiter führt er aus, „... das Land Mecklenburg-Vorpommern wenigstens zu einem Teil durch die Gewinnung von Holz- und Torfteer und anderen Produkten zur Herstellung von Antiseptika, Holzteer, Wagenschmiere, Pech, Holzessig und -Geist unabhängig zu machen ...“.
Die Landesregierung gab der Gesellschaft einen Staatskredit in Höhe von 75.000 RM. Produktionsstart sollte Anfang April 1946 sein; doch der Betriebsaufbau scheiterte letztlich an nicht zu beschaffenden Ausrüstungsteilen.
Die 1946 gegründete Kammer der Technik (KdT) hatte die Aufgabe, Ingenieure, Techniker und Wissenschaftler in bestimmten Aktivitäten zusammenzubringen. So gründete sich am 8. September 1949 der Zonale Arbeitskreis „Torfverwertung“ mit seinen Unterausschüssen „Torfgewinnung“, „Torfchemie“ und „Torfveredelung“. Letzterer untergliederte sich noch in die Arbeitsgruppen „Grundlagenforschung“, „Chemisch-technische Torfveredelung“ und „Pflanzenphysiologische Studien“. Leiter des Arbeitsausschusses „Torfverwertung“ war Prof. Dr. Möller von der Rostocker Universität. Mitarbeiter dieses Gremiums kamen u. a. aus Landesregierungen, VVBs, Universitäten und Instituten. Auch das Moorwissenschaftliche Institut Rostock und die Planungsgesellschaft waren vertreten. Das Themenspektrum der KdT-Arbeiten umfasste sogar die detaillierte Arbeitsnormung bei der manuellen und maschinellen Torfgewinnung.
Am 1. Oktober 1947 gründete der Dekan der Landwirtschaftlichen Fakultät und Direktor des Instituts für Bodenkunde und Kulturtechnik der Universität Rostock, Prof. Dr. Janert, nach Absprache mit der Planungsgesellschaft und im Einvernehmen mit der Landesregierung, dem Ministerium für Wirtschaft, das Moorwissenschaftliche Institut. Mit der Leitung wurde Dipl.-Ing. Kadner beauftragt; der Personalbestand betrug etwa 10 Mitarbeiter. Finanziert wurde das Institut zunächst von der Planungsgesellschaft und seit Mai 1950 direkt aus dem Etat der Landesregierung; für spezielle größere Forschungsaufgaben ab 1949 auch aus Finanzmitteln der DDR-Regierung. Aufgaben des Instituts waren insbesondere die Moorforschung, die Konzeptionierung einer effektiven Torfgewinnungstechnik sowie die Erarbeitung von Vorschlägen zur Kontrolle und Rationalisierung der Torfproduktion.
Im Jahresendbericht für 1949 sind die bis dato geleisteten Arbeiten wie folgt aufgelistet:
I. Allgemeine theoretische Studien (Literaturstudien, Grundlagenforschung),
II. Forschung und Beratung in Fragen der Vorbereitung und Ausbeutung der Moore, Rationalisierungsmaßnahmen in der Torfindustrie usw. Studium zur Arbeitsvorbereitung,
III. Versuche zur Weiterentwicklung der technischen Methoden zur Herstellung von Bauelementen aus Torf (Hart-, Dämm-, Bauplatten, Bausteine, sonstige Bauelemente),
IV. Versuche zur Herstellung sonstiger Werkstoffe bzw. Materialien aus Torf (Isolier- und Preßmassen usw.),
V. Untersuchungen und Studien über die Eignung verschiedener Torfarten als Generatorkraftstoff,
VI. Untersuchungen der chemischen und physikalischen Vorgänge bei der Verschwelung und Hochtemperaturverkohlung von Torf und Versuche zur chemischen Veredelung von Torf,
VII. Prüfung und Weiterentwicklung eines Schnell-Elektro-Feuchtigkeits-Messers für Torf,
VIII. Studien über Berufserkrankungen in der Torfindustrie.
Mitarbeiter des Moorwissenschaftlichen Instituts untersuchten von 1947 bis 1950 etwa 400 Moore und führten etwa 5000 Probebohrungen aus. Sie erarbeiteten Moorkarten des Landes bzw. aller Kreise.
Wichtige Informationen für die Torf produzierenden Betriebe veröffentlichte das Moorwissenschaftliche Institut in Merkblättern, so z. B.:
- Merkblatt Nr. 1 vom Oktober 1948 betr. die Verkaufsregelung von Torf im Lande Mecklenburg-Vorpommern vom 22. Mai 1946 und
- Merkblatt Nr.2 vom Dezember 1948 betr. die Richtlinien für die Produktion von Kokstorf (Mischung von Koksgrus mit Torf).

In Letzterem war das optimale Mischungsverhältnis von Koksgrus (zumeist Abfall der örtlichen Gaswerke) und Torfe der verschiedensten Zusammensetzungen zu fertigem Kokstorf detailliert vorgegeben. Andere Arbeiten befassten sich z. B. mit der Veränderung der Sodenform zum Zwecke einer schnelleren Trocknung, der Verbesserung der Rohtorfaufbereitung, dem Einsatz von jüngerem Hochmoortorf für Zieh- und Prägepappen, der Herstellung von Papierleim aus stark humifizierten Torfarten durch alkalischen Aufschluss und Dispergierung zur Substituierung von Natur- und Kunstharzen sowie der Brikettierung von Torf. Untersuchungen verschiedener Torfarten auf ihren Gehalt an Bitumen, Humin- und Fulvosäuren dienten der Suche nach Möglichkeiten der chemischen Torfveredelung. Auch Studien zur Nachnutzung ausgetorfter Moore für die Fischaufzucht und sonstiger Möglichkeiten der Wiedernutzbarmachung wurden durchgeführt.

## Torfgewinnung und -veredelung im VEB Norddeutsche Torfwerke Schwerin

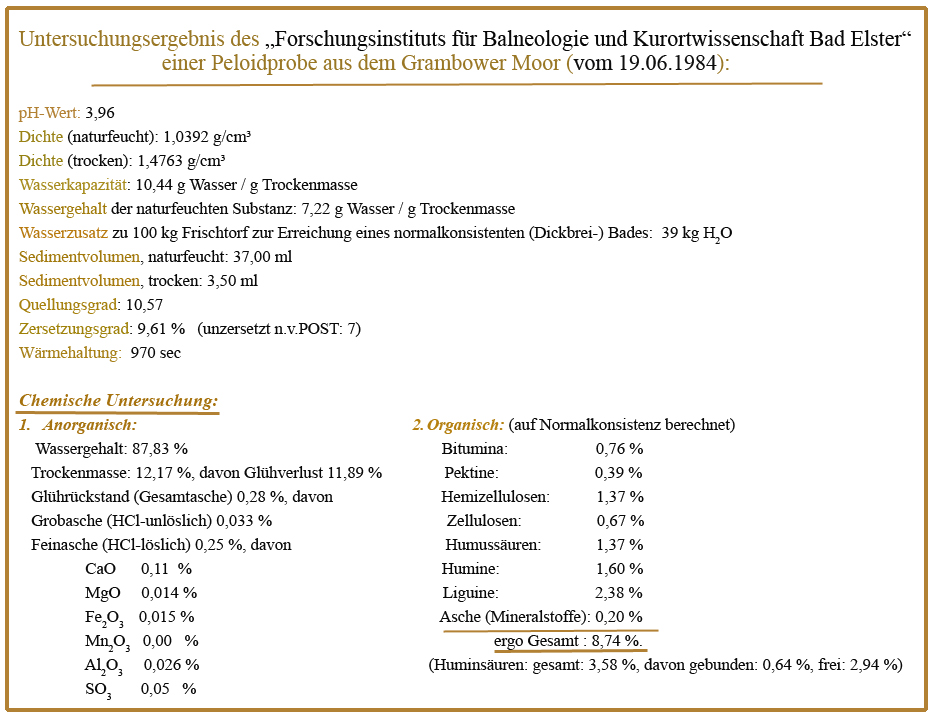
Analyse einer Grambower Moorprobe

Letzter Abbaubetrieb für Torf in West-Mecklenburg war bis zu seiner Privatisierung im Jahre 1990 der VEB Norddeutsche Torfwerke Schwerin mit den Betriebsteilen Stralendorf, Drispeth und Breesen.
Abgebaut wurden Hochmoor-, Übergangs- und Niedermoortorfe; in den letzten Jahren ausschließlich für die Herstellung von Düngetorf, Torf für die Aktivkohleherstellung (erfolgte im ehemaligen VEB Kunstseidenwerk Premnitz nach dem Zink-Chlorid-Verfahren) sowie Torfpräparate zur Anwendung in den Bereichen Human- (Balneologie) und Veterinärmedizin. Die Gewinnung erfolgte in den Hochmooren Grambow I (auch Stralendorfer Moor genannt), Drispeth, Breesen I und Woitendorf, auch als Breesen II bezeichnet.

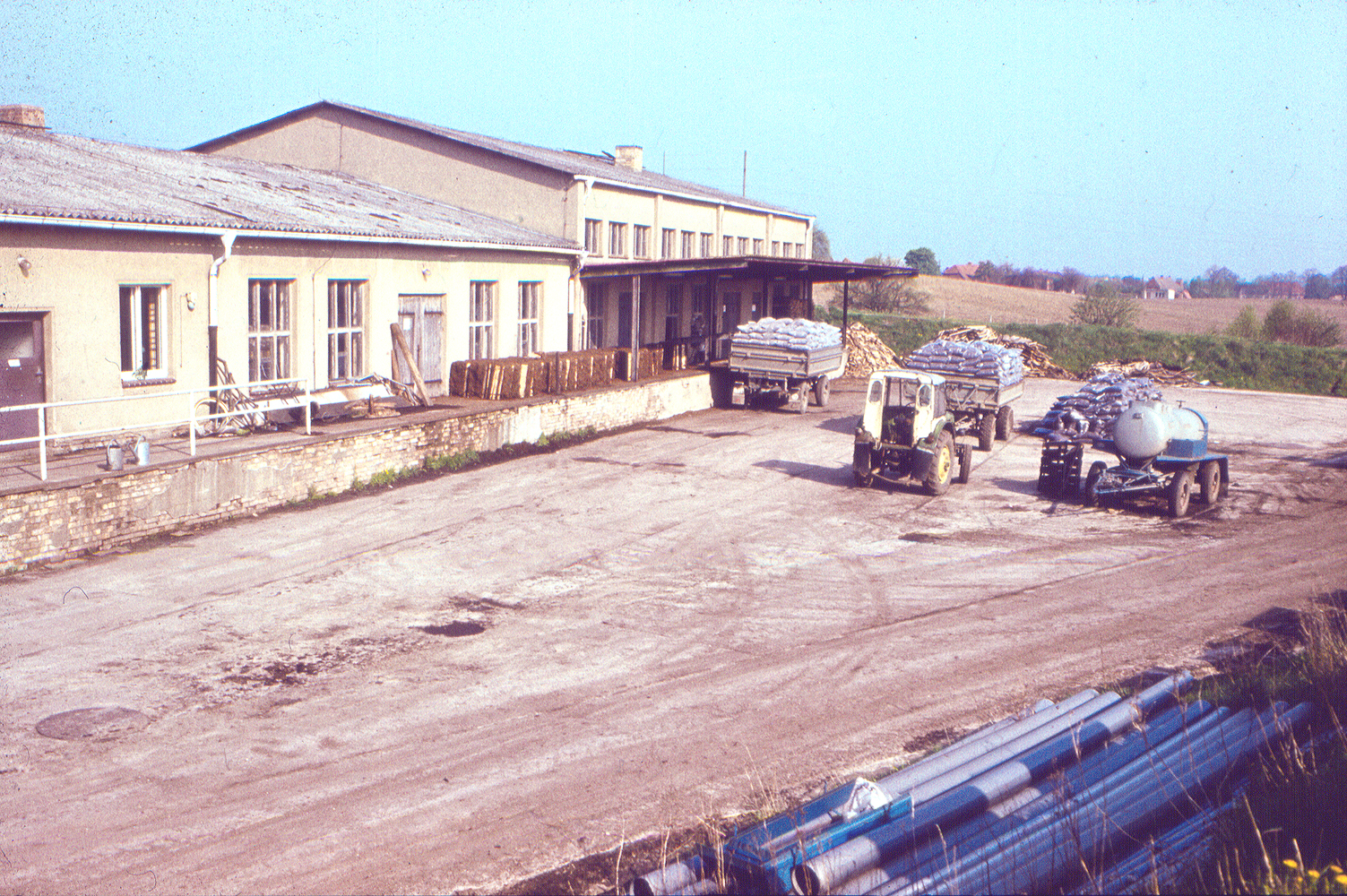
Ansicht des Betriebsgeländes Betriebsteil Drispeth

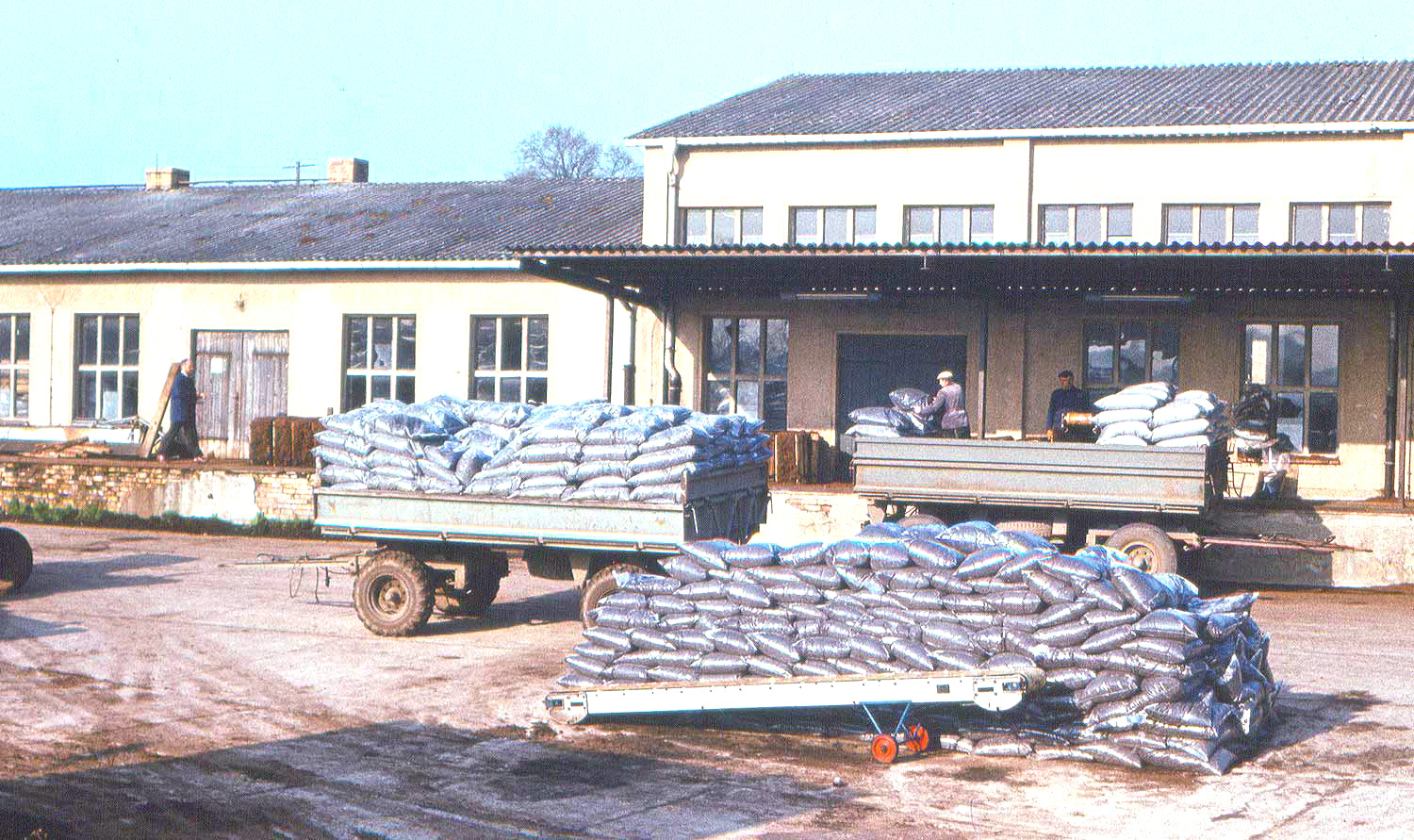
Verladearbeiten im Betriebsteil Drispeth

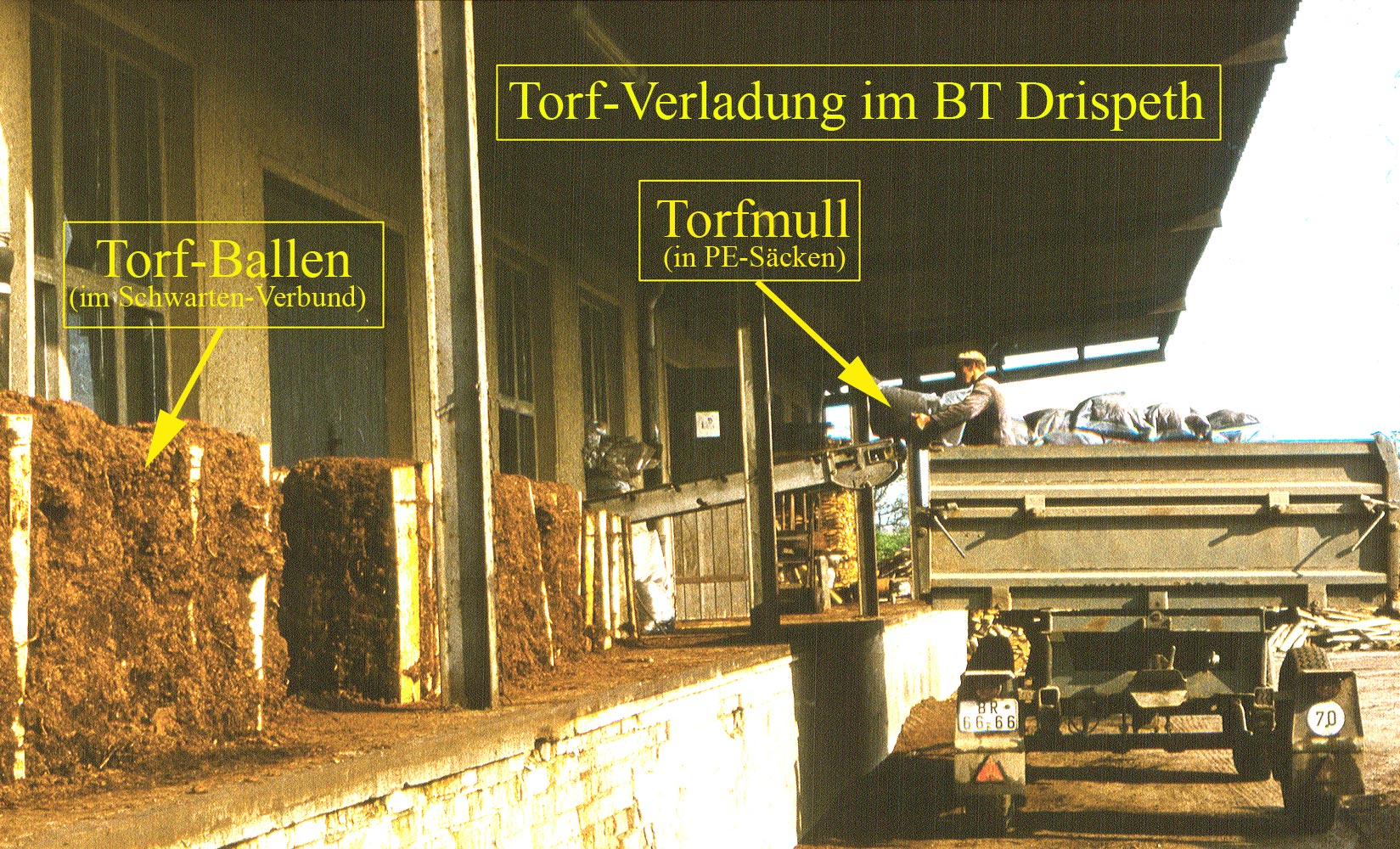
Verladearbeiten im Betriebsteil Drispeth

Die Technologie für die direkte Gewinnung des Torfes wird vorrangig vom Zersetzungsgrad des Torfes und seiner weiteren Verarbeitung bestimmt. Die oberste Schicht eines Torfflözes mit einem Zersetzungsgrad von H2–H5 (nach v. POST) wird in der Praxis als Weißtorf bezeichnet. Dieser Torf wurde vorwiegend im Frästorf-Verfahren abgebaut. Hierbei wird im horizontalen Vortrieb eine Torfschicht von ca. 3 cm Tiefe abgefräst und gleichzeitig aufgelockert, damit der Torf besser trocknet.
Nach der Abtrocknung der Feld-Oberfläche wird die gefräste Schicht gewendet und nach weiterer Trocknung zum sogenannten Schwad zusammengeschoben. Vom Schwad wird der Torf mit Sammelbunkern aufgenommen und vom Abbaufeld gefördert. Der so geförderte oder in Mieten – für die Produktion in den Wintermonaten – eingelagerte Weißtorf wurde zu „Torfmull lose“, „Torfballen“ und „Torfsubstrat“ (mit Düngerbeigaben) verarbeitet. Er fand Abnehmer im Zierpflanzenbau, Saatzuchtbetrieben, Gartenbau, Land- und Forstwirtschaft sowie im Kleingartenbau. Auch für die industriemäßige Herstellung von Keimanzuchttöpfen nach dem Faserfließverfahren wurde Torfmull verwendet. Die fertigen, in PE-Säcken abgefüllten Produkte hießen „Biosal“, „Vegebil“ und „Humisal“.
Torfpartien mit einem Zersetzungsgrad von H5–H8 (n.v. POST), als Schwarztorf bezeichnet, wurden für die Herstellung von Aktivkohle (nach TGL 6886) abgebaut. Die Förderung erfolgte durch einen Spezial-Torfbagger (Typ „Liliput“) oder mittels Scheibenfräsen. Nach der Förderung, bei gleichzeitiger Formung der Torfmasse und Ablage des geformten Torfes auf die Feldoberfläche, musste unter den natürlichen Witterungsbedingungen der Torf von ursprünglich 86–92 % auf unter 40 % Feuchtigkeitsgehalt abtrocknen. In der chemischen Industrie wurde Aktivkohle zur Trennung von Gemischen, Absonderungen von Gasen und Dämpfen, Klärung von Lösungen u. a. m. verwendet.
Aus dem Grambower Moor wurde Torf mit einem Zersetzungsgrad von H3–H5 mittels traditioneller Bagger unter in-situ-Verhältnissen für Anwendungen in der Medizin und Tieraufzucht gewonnen. Die „Moorpaste“ (in loser Form verkauft bzw. zu Kompressen verarbeitet) war nach der Aufbereitung eine höchst hydratisierte kolloid-disperse pastöse Substanz, die sich durch ihren hohen Anteil an Humin- und Fulvosäuren für Applikationen in der Physio- sowie Balneotherapie sehr gut eignete. Die Produkte wurden unter den Namen „Moorpa“, „Manupack“, „Pedopack“ und „Moorko“ vertrieben.
Torfpaste wurde auch in der Kälberaufzucht aufgrund der adstringierenden, antibakteriellen, antiviralen und antimykotischen Effekte ihrer Huminstoffe der Tränkmilch beigemengt zur Prophylaxe bzw. therapeutischen Behandlung von Durchfallerkrankungen der Tiere.
Die friedliche Revolution 1989/90 und die Deutsche Wiedervereinigung sowie die darauf folgende Privatisierung der einstigen Volkseigenen Betriebe bedeutete auch das Ende des VEB Norddeutsche Torfwerke Schwerin.
Im Jahr 2011 wird in der Torflagerstätte Grambow I nur noch in begrenztem Maße Torf für medizinische Zwecke gewonnen. Die Lagerstätte Drispeth ist nahezu ausgetorft. Die Torfgewinnung für die Aktivkohleproduktion in Breesen ist eingestellt. Dort wird nur noch Torfsubstrat für gärtnerische Zwecke hergestellt.

## Geologisch-betriebswirtschaftliche Bewertung der Torflagerstätten
Neben den zuvor genannten qualitativen Eigenschaften der Moore bzw. ihrer Torfe sind für eine betriebswirtschaftliche Bewertung die Lagerstättenvorräte von besonderer Bedeutung.

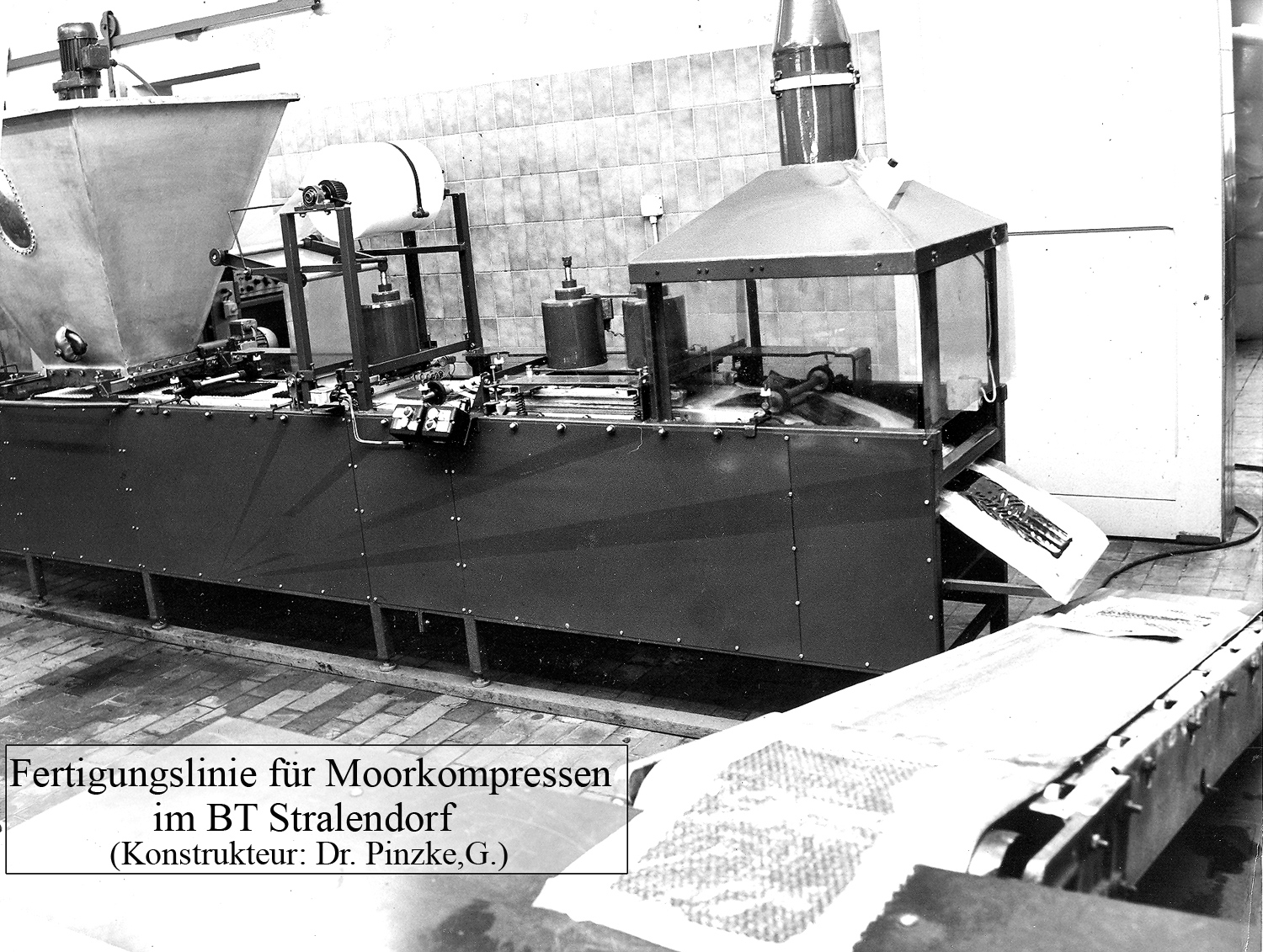
Herstellungslinie zur Fertigung von Moor-Kompressen im Betriebsteil Stralendorf

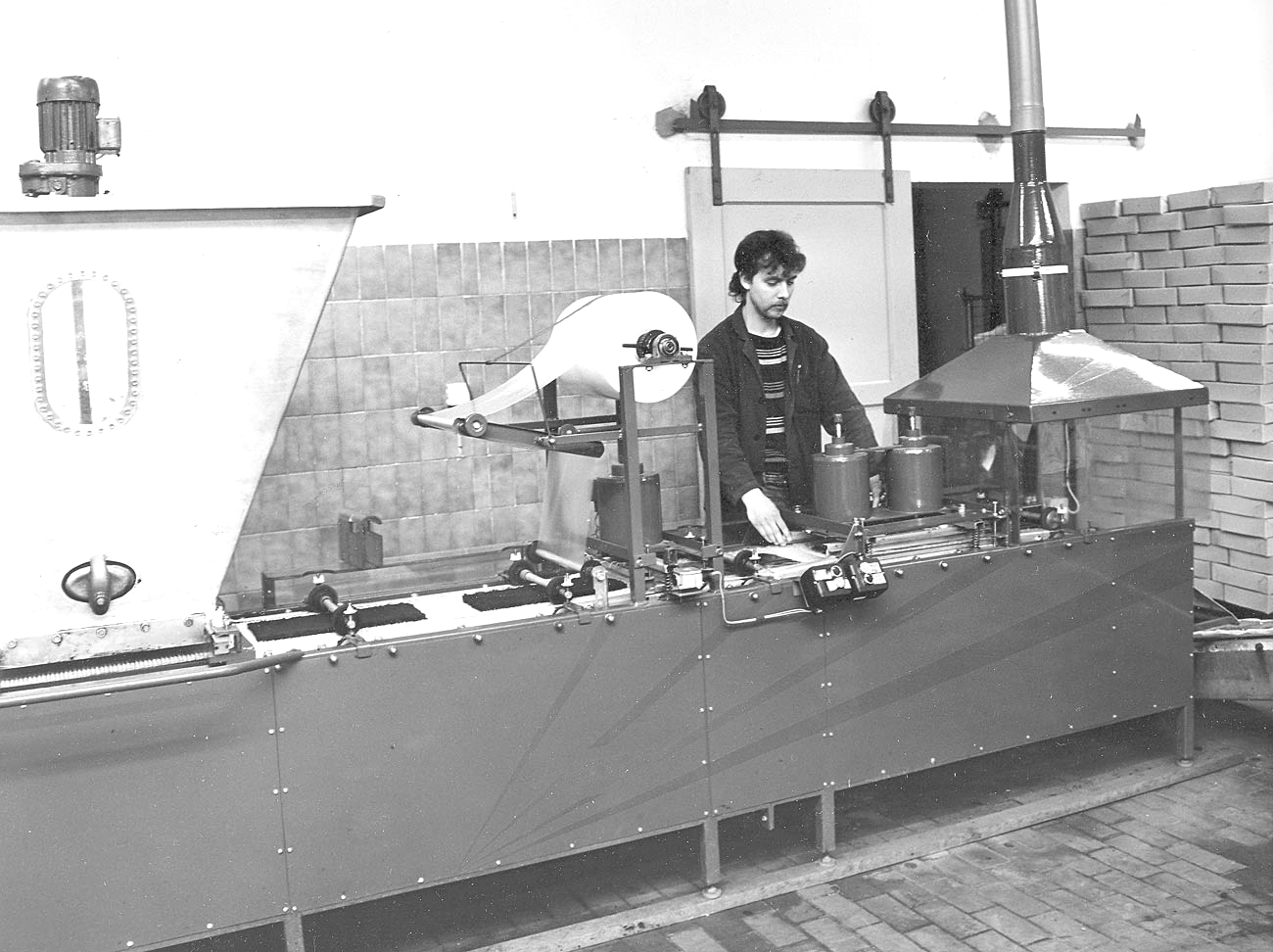
Betriebselektriker Wolfgang Witt beim Justieren der Folien-Schweißeinrichtung der Moorkompressen-Fertigungslinie.

Als Prämissen gelten: Mindestmächtigkeit 1 m Torf; Rohdichte nass = 0,44–0,45 g/cm3. So ergaben sich Mitte 1990 nachstehende Vorräte (zur Lagerstätte Grambow II liegt kein ausreichender Kenntnisstand vor):
| Lagerstätte Grambow I (bestätigte Vorräte)         | Nasstorf in Tm³ |
| Weißtorf                                           | 1.170,4         |
| Schwarztorf                                        | 131,1           |
| Übergangs- und Niedermoortorf                      | 2.754,8         |
| Lagerstätten Breesen I und II (geschätzte Vorräte) |                 |
| Weißtorf                                           | 172,0           |
| Schwarztorf                                        | 532,0           |
| Übergangs- und Niedermoortorf                      | 200,0           |
| Lagerstätte Drispeth (geschätzte Vorräte)          |                 |
| Weißtorf                                           | 65,0            |
| Schwarz-, Übergangs- und Niedermoortorf            | 460,0           |
| Lagerstätte Lützowhorst (geschätzte Vorräte)       |                 |
| Weißtorf                                           | 425,0           |
| Schwarztorf                                        | 300,0           |
| Übergangs- und Niedermoortorf                      | 300,0           |

## Die berg- und bodenrechtlichen Bedingungen in der DDR
Das Berggesetz der DDR vom 12. Mai 1969 (GBl. I Nr. 5, S. 29) legte im § 3 fest, dass „mineralische Rohstoffe, deren Nutzung von volkswirtschaftlicher Bedeutung ist, Bodenschätze und – unabhängig vom Grundeigentum – im Eigentum des Volkes stehen“. Dazu zählte entsprechend der 3. Durchführungsverordnung zum Berggesetz vom 12. August 1976 (GBl. I Nr. 32) auch Torf.
Auf Antrag des VEB Norddeutsche Torfwerke Schwerin hatte der Bezirkstag Schwerin bereits auf seiner 6. Sitzung am 20. Dezember 1972 mit Beschluss Nr. 28 auf der Grundlage der „Anordnung über die Festsetzung, öffentliche Bekanntmachung und Registrierung von Bergbauschutzgebieten vom 10.7.1969“ (GBl. II, S. 405) für die Torflagerstätten Drispeth, Grambow I und II, Breesen I und II sowie Lützowhorst Bergbauschutzgebiete festgesetzt. 1986 wurde das Grambower Moor durch den Rat des Bezirkes Schwerin unter besonderen Schutz gestellt.
Die bergbaulichen Arbeiten wurden auf der Grundlage eines Technischen Betriebsplans geführt, der der zuständigen Bergbehörde Staßfurt angezeigt werden musste und von dieser zu genehmigen war.
Gemäß § 5 des Berggesetzes konnte bis zur politischen Wende ein Gewinnungsrecht an halbstaatliche oder private Betriebe nicht erteilt werden. Erst mit der 4. Durchführungsbestimmung zur Verordnung über die Gründung und Tätigkeit von Unternehmen mit ausländischer Beteiligung in der DDR – „Berechtigung zur Gewinnung mineralischer Rohstoffe“ vom 14. März 1990 (GBl. I Nr. 21) – war es für Betriebe mit ausländischer Beteiligung (und hierzu zählten auch Unternehmen der Bundesrepublik) gemäß § 2 möglich, kooperativ über das beteiligte Unternehmen der DDR die benötigten Lagerstättenvorräte als Sacheinlage für das Stamm- bzw. Grundkapital einzubringen.
Durch Intervention der Norddeutschen Torfwerke und der beiden anderen Torf gewinnenden Betriebe der DDR in den Jahren 1971/72 konnte die sonst übliche Zahlung von Bodennutzungsgebühren gemäß der Verordnung über die Einführung einer Bodennutzungsgebühr zum Schutz des land- und forstwirtschaftlichen Bodenfonds – „Verordnung über Bodennutzungsgebühr vom 15.6.1967 (GBl. II Nr. 71 )“ – für den Abbau von Torf bis 1990 abgewendet werden.
Die rechtlichen Rahmenbedingungen zur Wiederurbarmachung bzw. zur Rekultivierung der zum Torfabbau benötigten Bodenflächen stellten die folgenden Gesetze der DDR:
- Anordnung über die Wiederurbarmachung bergbaulich genutzter Bodenflächen – Wiederurbarmachungsanordnung – vom 10. April 1970 (GBl. II Nr. 38),
- Anordnung über die Rekultivierung bergbaulich genutzter Bodenflächen – Rekultivierungsanordnung – vom 23. Februar 1971 (GBl. II Nr. 30).

Die Wiederurbarmachung bzw. Rekultivierung der ausgetorften Flächen (im Sinne einer Renaturierung) sollte schon seit Jahren auf der Grundlage eines Gutachtens der Akademie der Landwirtschaftswissenschaften der DDR vom 23. Januar 1974 erfolgen. Die dazu benötigten Fonds wurden aufgrund der desolaten Wirtschaftslage der DDR jedoch nicht im notwendigen Umfang gewährt.
Die nach der politischen Wende einsetzenden Bestrebungen zum Erhalt bzw. zur Renaturierung dieser einzigartigen Biotope, insbesondere des Grambower Moores, sind im „Konzept zum Schutz und zur Nutzung von Mooren“ Mecklenburg-Vorpommerns (kurz Moorschutzkonzept 2000) festgeschrieben.

## Erläuterungen
Lennart von Post (* 16. Juni 1884; † 11. Januar 1951), schwedischer Geologe, von 1929 bis 1950, Professor für Geologie in Stockholm.
Mudde ist der Oberbegriff für in stehenden Gewässern abgelagerte Sedimente mit primär aus aquatischen Organismen entstandener organischer und mineralischer Substanz. Kalk-, Ton- und Sandmudden als mineralische Mudden entstanden zu Beginn des Holozäns, im Präboreal (vor etwa 10.000 Jahren). Torf- und Lebermudden sind hingegen organische Mudden, deren Entstehung ins Boreal (vor etwa 8800 Jahren) zu datieren ist.
Gyttja, schwedische Bezeichnung für Mudde, in die Wissenschaft eingeführt vom schwedischen Geologen Hampus Adolf von Post (* 15. Dezember 1822; † 16. August 1911).
Humositätszahl: von Lennart v. Post eingeführte 10-stufige Feldmethode (von H1 = von noch erkennbaren Pflanzenresten im Quetschrückstand und abgepresstem farblosen klaren Wassers, bis H10 = keinem Quetschrückstand: die gesamte Schlamm-Masse gleitet zwischen den Fingern hindurch).
Interflow: unterirdischer oberflächennaher Wasserabfluss, der noch nicht das Grundwasser erreicht.
TGL = Technische Normen, Gütevorschriften und Lieferbedingungen in der DDR
- TGL 42808: „Torf zur Verwendung in Gartenbau und Landwirtschaft“
- TGL 37125/02: „Organische Düngestoffe für den Feldbau“
- TGL 6886: „Schwarztorf zur Herstellung von Aktivkohle“